# El Paredón, Oaxaca
El Paredón är en ort i Mexiko.   Den ligger i kommunen San Felipe Tejalápam och delstaten Oaxaca, i den sydöstra delen av landet, 400 km sydost om huvudstaden Mexico City. El Paredón ligger 1 648 meter över havet och antalet invånare är 278.
Terrängen runt El Paredón är kuperad västerut, men österut är den platt. Runt El Paredón är det mycket tätbefolkat, med 3 494 invånare per kvadratkilometer. Närmaste större samhälle är Oaxaca de Juárez, 13,8 km öster om El Paredón. Trakten runt El Paredón består till största delen av jordbruksmark.